# Francisco Colaço do Rosário
Francisco António Colaço do Rosário ComSE (Messejana, Aljustrel, 23 de Dezembro de 1935 - 20 de Janeiro de 2008), foi um engenheiro agrónomo, professor e enólogo português. Foi uma das principais figuras da enologia portuguesa, sendo considerado como o pai dos vinhos alentejanos.

## Biografia

### Nascimento e formação
Nasceu em 23 de Dezembro de 1935, na povoação de Messejana, no concelho de Aljustrel. Fazia parte de uma família de agricultores abastados, que lhe permitiram entrar no Instituto Superior de Agronomia, onde se licenciou.

### Carreira profissional
Trabalhou inicialmente como professor, tendo ensinado no Instituto Superior de Agronomia, onde deu aulas de Tecnologia e Indústrias, com especialização em enologia. Em 1962 foi transferido para a Escola de Regentes Agrícolas, em Évora, onde chegou à posição de subdirector, tendo permanecido ali até à sua extinção em 1972. Exerceu como professor até 1999, tendo sido responsável pela formação de um grande número de profissionais da indústria do vinho, incluindo grandes nomes da enologia portuguesa. Também deu aulas na Escola Superior Agrária de Beja.
Após a dissolução da Escola de Regentes Agrícolas, mudou-se para a Universidade de Évora, onde continuou a sua carreira docente e iniciou as suas pesquisas sobre os vinhos alentejanos, depois de um estágio em Geisenheim, na Alemanha. Desenvolveu um importante trabalho de investigação e experimentação nos vinhos alentejanos, tendo sido responsável, em colaboração com a Universidade de Évora, por consideráveis melhorias na qualidade do vinho, levando à criação de um grande número de adegas. Em conjunto com o professor João Araújo, lançou o Núcleo de Estudos de Vitivinicultura na Universidade de Évora, organização que teve um papel principal na revitalização da indústria vinícola na região. Participou na fundação da Finagra - Adega do Esporão, tendo trabalhado nos finais da Década de 1980 com o enólogo Luís Duarte na Herdade do Esporão. Durante vários anos exerceu como enólogo na Fundação Eugénio de Almeida, onde dirigiu o projecto Cartuxa, e foi responsável pela renovação de várias espécies quase totalmente perdidas, incluindo, em 1990, a marca vinícola Pêra-Manca, que segundo a tradição remonta à Idade Média, tendo alcançado uma grande notoriedade durante o Século XIX. Colaborou igualmente na criação da Comissão Vitivinícola Regional Alentejana e da Confraria dos Enófilos do Alentejo.

### Falecimento
Faleceu em 20 de Janeiro de 2008.

## Homenagens
Em 19 de Janeiro de 2018, foi homenageado numa sessão na Universidade de Évora, organizada pelo investigador alemão Hans-Jörg Böhm, em conjunto com membros da sua família, a Comissão Vitivinícola Regional Alentejana, e a Associação Técnica dos Viticultores do Alentejo. No seu discurso, a vice-reitora, Ausenda Balbino, destacou o papel de Colaço do Rosário dentro daquele estabelecimento de ensino. Também falou uma das filhas do extinto, Teresa Colaço do Rosário, e o presidente da CVRA, Francisco Mateus, que relevaram o seu contributo para a enologia regional alentejana. Aquela iniciativa contou igualmente com a apresentação da obra Glossário Ilustrado do Vinho, de Hans-Jörg Böhm, dedicado a Francisco Colaço do Rosário.
Em 6 de Fevereiro de 1997, foi condecorado com o grau de comendador da Ordem Militar de Sant'Iago da Espada. Em 2000, recebeu a Medalha de Ouro de Mérito Municipal da autarquia de Évora.